# 青柳文子
青柳 文子（あおやぎ ふみこ、1987年12月24日 - ）は、日本のファッションモデル、俳優、タレント。アソビプロダクション所属。母親は1970年代前半に資生堂などの広告に出演していたモデルの青柳雅子。

## 主な出演

### テレビ
- タモリ倶楽部（テレビ朝日、2014年1月17日）「穴守稲荷で開催A1グランプリグランプリ」回にゲスト出演

### 映画
- 足手
- 最低
- TUESDAYGIRL
- 堀切さん、風邪をひく
- サッドティー（2013年） - 青木棚子 役
- 受難（2013年）
- 知らない、ふたり（2016年1月9日） - 小風 役[2][3]
- 四月の永い夢（2018年5月12日）

### 雑誌
- CUTiE（宝島社）
- SEDA（日之出出版）
- Zipper（祥伝社）
- non-no（集英社）
- mini（宝島社）
- Used Mix（KKベストセラーズ）
- 古着MIX ガールズ（学研パブリッシング）
- SOUP（インデックス・コミュニケーションズ）
- JILLE（双葉社）
- PS（小学館）

他多数

### 広告
- 富士フイルム「Lunamer」（2015年） - イメージキャラクター[4]

## 著書
- 『青柳文子の本』学研パブリッシング、2012年9月